# Acicarpha runcinata
Acicarpha runcinata är en calyceraväxtart som beskrevs av John Miers. Acicarpha runcinata ingår i släktet nålnötter, och familjen calyceraväxter. Inga underarter finns listade i Catalogue of Life.